# 何周禮

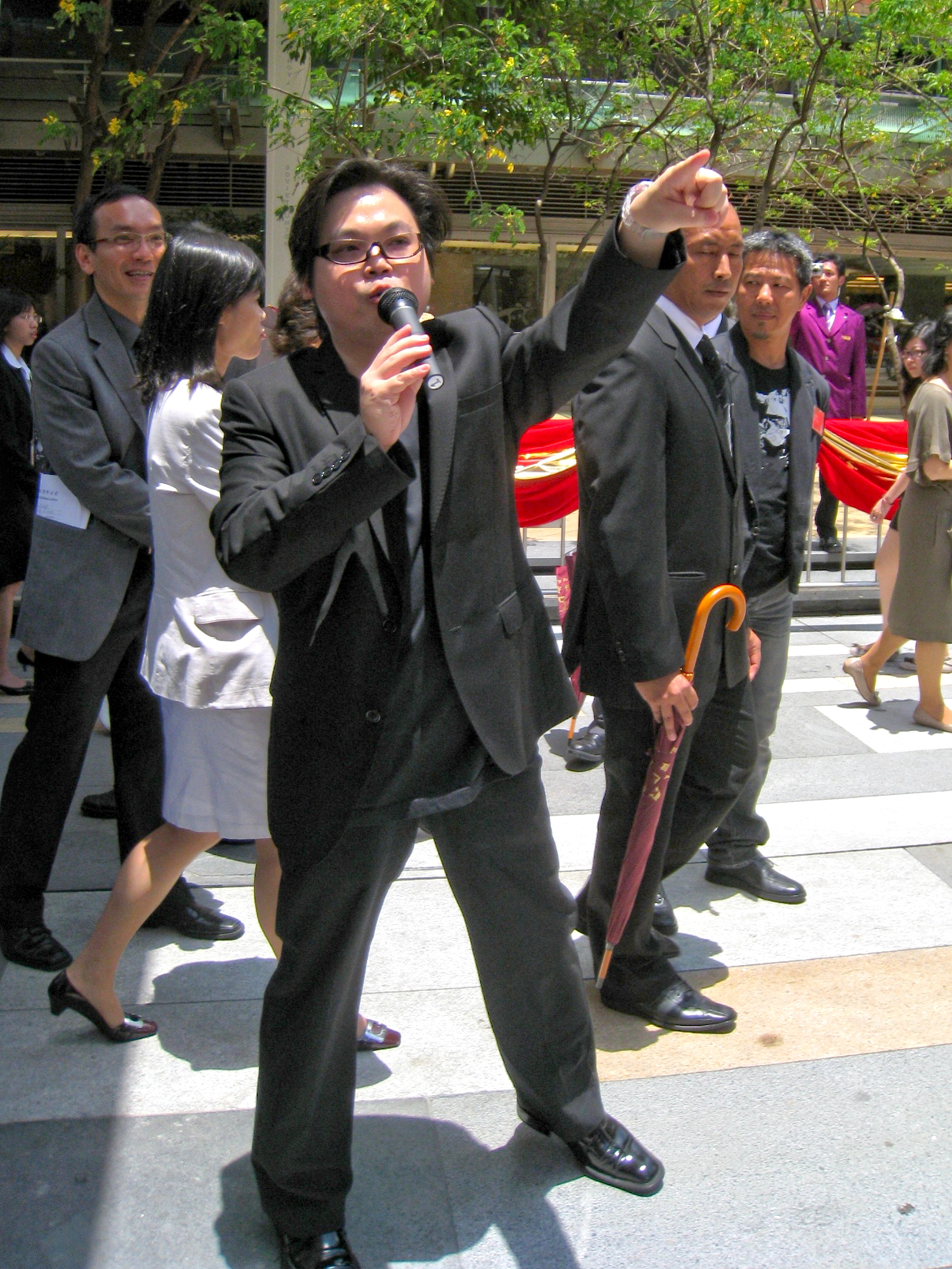

何周禮，MH，何周禮建築設計事務所創辦人及董事，獲譽為亞洲新一代最具影響力的建築設計師之一。2005年獲選為香港十大傑出青年。
何氏曾參與多場比賽，至今奪得國際建築設計獎項超過160多項，來自杜拜﹑美國﹑英國﹑法國﹑上海﹑北京﹑台灣﹑日本﹑韓國﹑亞太區及香港等地。

## 外部連結
- 何周禮建築設計事務所 官方網址（页面存档备份，存于）
- （页面存档备份，存于）
- 何周禮的香港十大傑出青年獎，由霍震霆提名（页面存档备份，存于）
- （页面存档备份，存于）